# Alice Miller
Alice Miller, nascida Alicja Englard (Piotrków Trybunalski, 12 de janeiro de 1923 - Saint-Rémy-de-Provence, 14 de abril de 2010) foi uma psicóloga polonesa que se mudou em 1946 para a Suíça. Seu trabalho é notável pelo enfoque em abuso infantil. Alguns de seus livros foram traduzidos para o português e publicados no Brasil.

## Livros
- Brasil: O Drama da Criança Bem-Dotada / Portugal: O drama de ser uma criança (Das Drama des begabten Kindes, 1979) , ISBN 9788532302755
- Não Perceberás  (Du sollst nicht merken, 1981) ,
- Não Perceberás - Variações Sobre o Tema, ISBN 9788533622371
- A Verdade Liberta, ISBN 9788533619456
- No Princípio Era A Educação (Am Anfang war Erziehung), ISBN 9788533622890
- A revolta do corpo, ISBN 9788578273958